# Emblemariopsis ramirezi
Emblemariopsis ramirezi is een straalvinnige vissensoort uit de familie van snoekslijmvissen (Chaenopsidae). De wetenschappelijke naam van de soort is voor het eerst geldig gepubliceerd in 1999 door Cervigón.